# Madhuca moonii
Madhuca moonii là một loài thực vật có hoa trong họ Hồng xiêm. Loài này được (Thwaites) H.J.Lam mô tả khoa học đầu tiên năm 1925.